# Fluitersmaat
Fluitersmaat is een wijk in het noordoosten van Renkum en nabij Heelsum. De wijk is eind jaren zeventig gebouwd als bouwplan Renkum-Heelsum met 175 premiewoningen en 65 Woningwetwoningen.

## Geschiedenis
De vroegere buurtschap Fluitersmaat of de Fluit werd begrensd door de Planken Wambuisweg (tegenwoordig Hogenkampseweg), de Doornenkampseweg, de Bennekomseweg en de Utrechtseweg. De buurtschap lag in een beekdal. Aan de randen van het beekdal stonden boerderijtjes waar plaggenstekers, schaapherders, bezembinders, eekschillers en keuterboertjes een bestaan hadden. De buurtschap vormde een kleine gemeenschap waardoor in 1914 de ANWB in een wandeling langs de buurtschap de Fluitermaat omschrijft als dorp.
Na de Tweede Wereldoorlog werden in het zuidelijke deel van de oorspronkelijke buurtschap woningen gebouwd in de wijk Fluitersheuvel. Deze wijk bestond grotendeels uit huurwoningen en werd aan de noordzijde begrensd door de Bram Streeflandweg. De Bram Streeflandweg heette voor de Tweede Wereldoorlog Fluitermaatscheweg, maar is hernoemd naar de verzetsstrijder Bram Streefland.
In de jaren zeventig was er behoefte aan meer koopwoningen waardoor besloten werd tot het bebouwen van de noordkant van de buurtschap.

## Naamgeving wijk
De oorsprong van de naam van de buurtschap is niet duidelijk. Midden in de buurtschap stond de boerderij de Fluitersmaat waarnaar de nieuwbouwwijk destijds is vernoemd.
Het beekdal was kleinschalig verkaveld met veel hagen. Dergelijke ontginningen en verkavelingen werden maten genoemd. Dit komt ook tot uiting in de namen van enkele oude boerderijen in het gebied: de Fluitersmaat en De Maat. De kavels of maten werden vaak met hagen begrensd om het vee te keren en de eigendommen te markeren. De Doornekampseweg verwijst dan ook naar deze ontginning met meidoornhagen. Mogelijk leidden de hagen tot de aanwezigheid veel zangvogels die al fluitend het gebied zijn naam hebben gegeven.
Een andere mogelijkheid is dat het voormalig beekdal, vanwege z'n engte en lengte, in vroeger tijd als 'fluit' werd aangeduid. 